# Сіре Табакалі
Сіре Табакалі (*д/н —бл. 1702) — сатігі (імператор) держави Фута-Торо в 1669—1702 роках.

## Життєпис
Походив з династії Деніанке. Ймовірно був сином сатігі Самба Лааму. Посів трон близько 1669 року після смерті брата Гелааджо Табара II. Перша письмо згадка відноситься до 1672 року.
Активно боровся проти імамів зуайя Мунір ад-Діна та Агд аль-Мухтара. після поразки останнього 1674 року та ліквідації імамату надав прихисток освіченим зуайя, що стали називатися в Фута-Торо торобе. Завдяки цьому сприяв піднесенню освіти.
1676 року спільно з еміратом Трарза виступив на допомогу Єрім Коде, браку (правителю) Ваало. Втім не домігся бажаного. Але до 1680 року відновив зверхність над Ваало.
В подальшому зміцнює стосунки з французькою Сенегальською компанією, якій активно починає продавати рабів та гуамірабік. Дотримувався мирних відносин з еміратами Трарза і Бракна. В цей час держава набула найбільшого політичного, економічного та культурного піднесення.
У 1680-х роках поступово починають набувати вагу клани торобе, що закликали до більш активної ісламізації населення Фута-Торо. Втім Сіре Табакалі намагався зберегти релігійний мир. Зрештою проти нього повстав небіж Самба Бойї, який у квітні 1702 року здобув перемогу, поваливши Сіре Табакалі.